# Entosthodon subintegrus
Entosthodon subintegrus là một loài Rêu trong họ Funariaceae. Loài này được (Broth.) H.A. Mill., H. Whittier & B. Whittier mô tả khoa học đầu tiên năm 1978.